# Pandemia di COVID-19 in Africa

## Antefatti
Il 12 gennaio 2020, l'Organizzazione mondiale della sanità (OMS) ha confermato che un nuovo coronavirus era la causa di una nuova infezione polmonare che aveva colpito diversi abitanti della città di Wuhan, nella provincia cinese dell'Hubei, il cui caso era stato portato all'attenzione dell'OMS il 31 dicembre 2019.
Sebbene nel tempo il tasso di mortalità della COVID-19 si sia rivelato decisamente più basso di quello dell'epidemia di SARS che aveva imperversato nel 2003, la trasmissione del virus SARS-CoV-2, alla base della COVID-19, è risultata essere molto più ampia di quella del precedente virus del 2003, e ha portato a un numero totale di morti molto più elevato.

## Panoramica
Il primo caso della pandemia di COVID-19 che ha colpito il mondo intero nel 2019-20 è stato riscontrato in Africa il 14 febbraio 2020; in particolare si trattava di una persona di cui non è stata rivelata la nazionalità ma di cui è stato confermato che non fosse africana, la cui positività alla malattia è stata riscontrata in Egitto, dove è stata messa subito in isolamento. Il primo caso nell'Africa subsahariana è invece stato registrato due settimane dopo, il 28 febbraio, in Nigeria; anche in questo caso non si trattava di una persona africana o comunque residente in Africa, bensì di un italiano partito dall'Italia e atterrato all'aeroporto internazionale di Lagos il 25 febbraio. Dopo questi primi casi, il virus si è via via sparso in tutti gli Stati del continente africano, e, stando a quanto riportanto dal New York Times, la maggior parte dei casi risultati positivi all'inizio della pandemia nei vari paesi era costituita da persone arrivate o rientrate dall'Europa e dagli Stati Uniti d'America piuttosto che dalla Cina.
Molti esperti sanitari si sono detti preoccupati da una possibile diffusione della COVID-19 in Africa, poiché i sistemi sanitari di molti paesi del continente sarebbero del tutto inadeguati a rispondere a una simile pandemia, dato che già in condizioni non di emergenza soffrono di carenza di equipaggiamenti (per fare un esempio, nel Sudan del Sud sono disponibili solo quattro ventilatori polmonari per una popolazione di 11 milioni di abitanti), di mancanza di fondi, di personale sanitario non sufficientemente addestrato e di strumenti inadatti a tracciare la diffusione del virus (ad esempio a São Tomé e Príncipe mancano laboratori di analisi e i tamponi usati vanno mandati in Gabon perché possano essere analizzati). Quello che si teme è che, se non tenuta sotto controllo sin da subito e dai pochi primi casi, l'epidemia potrebbe dilagare in Africa, causando danni economici, politici e naturalmente sanitari, incalcolabili.
Matshidiso Moeti dell'Organizzazione Mondiale della Sanità (OMS) ha dichiarato che anche solo il fatto di potersi lavare le mani frequentemente e di mantenere il distanziamento sociale potrebbe rivelarsi estremamente difficile in alcuni Paesi africani. Allo stesso modo, anche le chiusure di attività, uffici, negozi e servizi pubblici potrebbe essere difficilmente attuabile, considerando anche il fatto che in Africa, a seconda delle nazioni considerate, sono presenti anche focolai ed epidemie di malaria, HIV, tubercolosi e colera, mai del tutto tenuti sotto controllo nel continente e anzi, in alcuni casi, come il Botswana, in cui la percentuale dei sieropositivi è pari a circa il 20% della popolazione, fortemente presenti. Anche per questo l'OMS ha aiutato diversi paesi africani ad approntare laboratori dove realizzare test per la COVID-19.
In Africa la pandemia viene gestita autonomamente da ogni diverso Stato, che ha implementato con modi e tempi diversi alcune misure di prevenzione che sono comunque, nella maggior parte dei casi, comuni, come la restrizione dei viaggi, la cancellazione dei voli sia interni sia internazionali, la cancellazione di eventi e manifestazioni pubbliche e la chiusura di scuole e frontiere. In alcuni Stati, tuttavia, credenze religiose di vario tipo rischiano di mettere il paese in vero pericolo, è il caso ad esempio del Burundi, paese che dal 2015 sta affrontando una gravissima crisi politica ed economica, in cui sembra che la presidenza, pur avendo dichiarato lo stato di emergenza, sembra decisa a lasciare il popolo nelle mani di Dio.
È opinione comune di molti esperti il fatto che in qualche modo l'esperienza accumulata nel combattere le epidemie di ebola che ogni qualche tempo nascono nel continente, abbia aiutato i diversi paesi ad affrontare meglio anche l'epidemia di COVID-19.
Data la possibile catastrofe economica che potrebbe suscitare la COVID-19 in Africa in Paesi che stanno già soffrendo economicamente da prima della pandemia, catastrofe che sta in parte già avvenendo a causa tutte le chiusure preventive attualmente in corso nei vari Paesi africani, l'8 aprile, riprendendo un appello che aveva già lanciato il 25 marzo, il presidente del Senegal Macky Sall ha chiesto l'approntamento di una strategia di cancellazione del debito dei Paesi africani accompagnato da un piano di riprogrammazione del debito commerciale, per far sì che i Paesi possano riprendersi dalla crisi economica derivata dalla crisi sanitaria.
Il 5 maggio 2023, l'Organizzazione mondiale della sanità dichiara ufficialmente la fine della pandemia.

## Casi confermati per singolo Stato e territorio
| Nazione             | Casi      | Morti   | Guariti   |
| ------------------- | --------- | ------- | --------- |
| Sudafrica           | 4 054 522 | 102 588 | 3 912 506 |
| Egitto              | 515,645   | 24,613  | 442,182   |
| Marocco             | 5711      | 186     | 2324      |
| Algeria             | 5369      | 488     | 2467      |
| Nigeria             | 3526      | 107     | 601       |
| Ghana               | 3091      | 18      | 303       |
| Camerun             | 2267      | 108     | 1002      |
| Guinea              | 1927      | 11      | 629       |
| Costa d'Avorio      | 1571      | 20      | 742       |
| Senegal             | 1551      | 13      | 611       |
| Gibuti              | 1133      | 2       | 799       |
| Tunisia             | 1026      | 44      | 600       |
| Sudan               | 930       | 52      | 92        |
| Somalia             | 928       | 44      | 778       |
| RD del Congo        | 897       | 36      | 119       |
| Mayotte             | 854       | 10      | 352       |
| Niger               | 781       | 42      | 586       |
| Burkina Faso        | 736       | 48      | 562       |
| Mali                | 650       | 32      | 271       |
| Kenya               | 621       | 29      | 202       |
| Guinea-Bissau       | 564       | 2       | 25        |
| Gabon               | 504       | 8       | 110       |
| Tanzania            | 480       | 16      | 167       |
| Guinea Equatoriale  | 439       | 4       | 13        |
| La Riunione         | 427       | 0       | 354       |
| Mauritius           | 332       | 10      | 319       |
| Rep. del Congo      | 274       | 10      | 33        |
| Ruanda              | 271       | 0       | 133       |
| Sierra Leone        | 257       | 17      | 54        |
| Ciad                | 253       | 27      | 50        |
| Benin               | 242       | 2       | 62        |
| Capo Verde          | 230       | 2       | 44        |
| São Tomé e Príncipe | 208       | 5       | 4         |
| Etiopia             | 194       | 4       | 95        |
| Madagascar          | 193       | 0       | 101       |
| Liberia             | 189       | 20      | 79        |
| Zambia              | 167       | 4       | 111       |
| eSwatini            | 153       | 2       | 12        |
| Togo                | 145       | 10      | 85        |
| Uganda              | 101       | 0       | 55        |
| Rep. Centrafricana  | 94        | 0       | 10        |
| Mozambico           | 82        | 0       | 27        |
| Sudan del Sud       | 74        | 0       | 0         |
| Libia               | 64        | 3       | 24        |
| Malawi              | 43        | 3       | 14        |
| Eritrea             | 39        | 0       | 39        |
| Angola              | 36        | 2       | 11        |
| Zimbabwe            | 34        | 4       | 5         |
| Botswana            | 23        | 1       | 9         |
| Gambia              | 18        | 1       |           |
| Namibia             | 16        | 0       | 8         |
| Burundi             | 15        | 1       | 7         |
| Seychelles          | 11        | 0       | 11        |
| Sahara Occidentale  | 10        | 1       | 9         |
| Mauritania          | 8         | 1       | 6         |
| Comore              | 8         | 1       | 0         |
| Lesotho             | 4         | 0       | 2         |
| Totale              | 54.203    | 2.075   | 18.537    |

Note

     Il Paese al momento non presenta casi attivi.

### Algeria

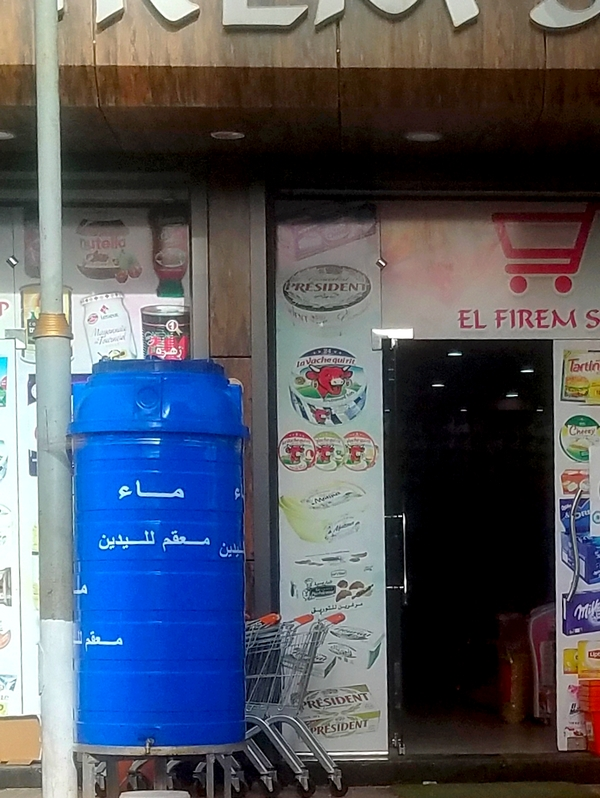
Un distributore di disinfettante alcolico in Algeria

Il primo caso di COVID-19 è stato confermato nel paese il 25 febbraio; in particolare si trattava di un cittadino italiano arrivato in Algeria il 17 febbraio che, dopo la positività al test, è stato messo subito in isolamento. I casi successivi si sono registrati a distanza di una settimana, quando la mattina del 2 marzo è stato comunicato che una donna e sua figlia erano state trovate positive al SARS-CoV-2.
Alla fine di marzo, in Algeria era stato confermato un totale di 716 casi e di 44 morti. Alla fine di aprile i casi erano saliti a 4 006 e le morti a 450, mentre alla fine di maggio il totale dei casi era salito a 9 513 e le morti a 661.

### Angola
I primi due casi di COVID-19 sono stati confermati nel paese il 21 marzo; si trattava in particolare di un cittadino cinese che si trovava a Benguela per lavoro.
Anche grazie al fatto che diverse misure preventive, come la chiusura delle frontiere, erano state attuate dal governo prima ancora della conferma del primo caso, alla fine di marzo, in Angola era stato confermato un totale di soli 7 casi e di 2 morti (avvenute entrambe il 29 marzo). Alla fine di aprile i casi erano saliti a 27 e le morti erano rimaste costanti a 2, mentre alla fine di maggio il totale dei casi era salito a 86 e le morti a 4.

### Benin

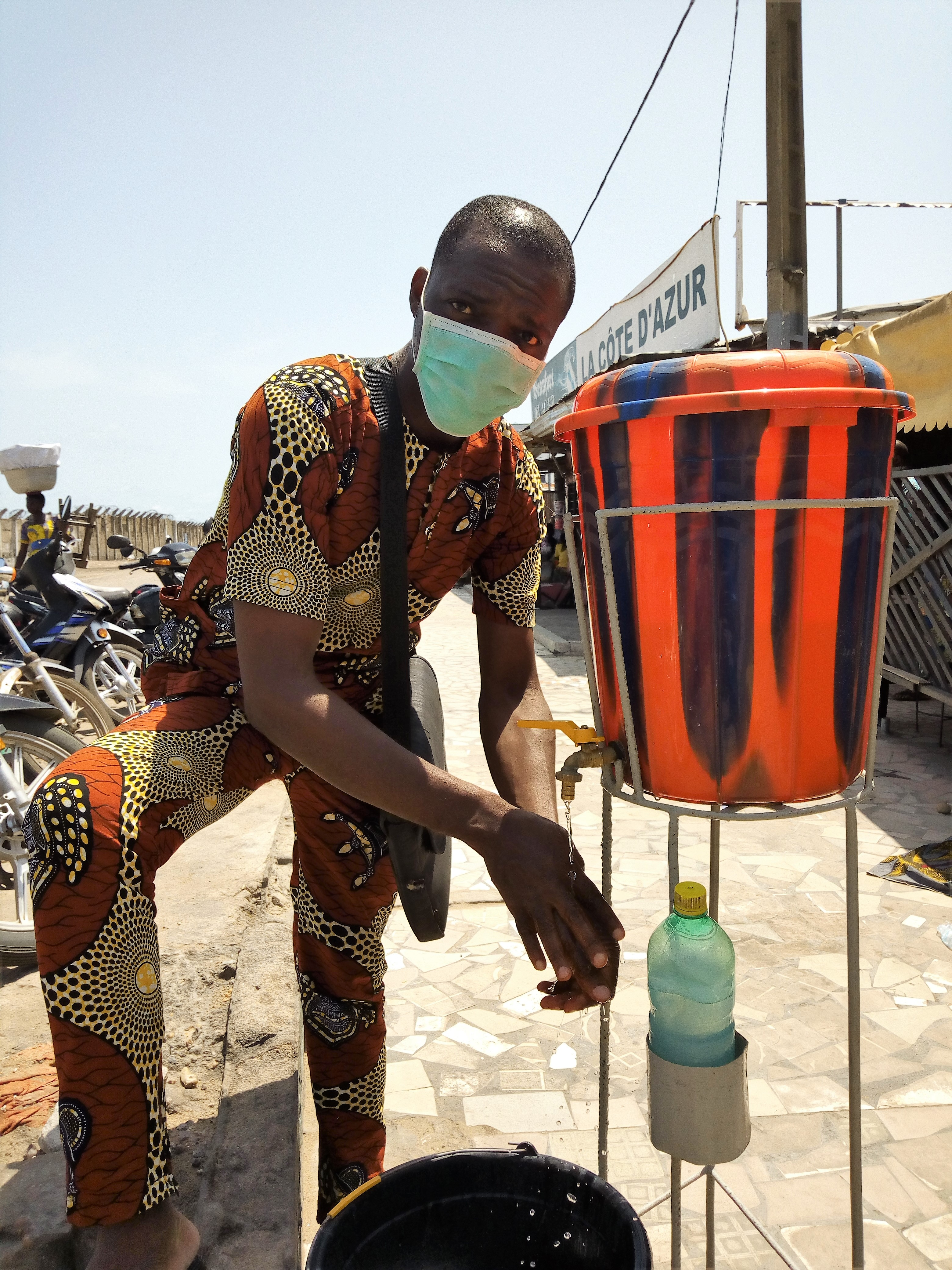
Un distributore di disinfettante per le mani in Benin

Il primo caso di COVID-19 è stato confermato nel Paese, in particolare nella capitale Porto-Novo, il 16 marzo; si trattava di cittadino burkinabè che era entrato nel Paese il 12 marzo dopo aver soggiornato 11 giorni in Belgio.
Anche grazie al fatto che diverse misure preventive, erano state attuate dal governo prima ancora della conferma del primo caso, alla fine di marzo, in Benin era stato confermato un totale di soli 9 casi, mentre la prima morte è stata registrata il 6 aprile, quando i contagi confermati erano saliti a 26; alla fine di aprile, poi, i casi erano saliti a 84 e le morti a 2, mentre alla fine di maggio il totale dei casi era salito a 243 e le morti a 3.

### Botswana
I primi tre casi di COVID-19 sono stati confermati nel paese il 30 marzo; si trattava in particolare di due uomini e una donna che avevano fatto ritorno dal Regno Unito e dalla Thailandia e che, al momento della comunicazione da parte del governo, erano in isolamento presso il Ketumile Masire Teaching Hospital. Il giorno dopo l'annuncio, comunque, le analisi fatte su una donna morta il 25 marzo hanno rivelato che anch'essa era affetta da COVID-19 e che era stata quella la causa della morte.
Alla fine di marzo, in Botswana era stato confermato un totale di soli 4 casi e di una sola morte. Alla fine di aprile i casi erano saliti 23 e nell'arco del mese non era stata registrata nessuna nuova morte, mentre alla fine di maggio il totale dei casi era salito a 38 e le morti a 2.

### Burkina Faso
I primi due casi di COVID-19 sono stati confermati nel Paese il 9 marzo; facendo del paese il sesto in cui si fossero riscontrati casi fino ad allora. In particolare si trattava di due cittadini del Burkina Faso, marito e moglie, da poco rientrati da un viaggio in Francia.
Alla fine di marzo, in Burkina Faso era stato confermato un totale di 261 casi e di 14 morti, la prima delle quali registrata il 18 marzo. Alla fine di aprile i casi erano saliti a 645 e le morti a 43, mentre alla fine di maggio il totale dei casi era salito a 847 e le morti a 53.

### Burundi
I primi due casi di COVID-19 sono stati confermati nel Paese il 31 marzo; si trattava di due cittadini burundesi di ritorno da un viaggio negli Emirati Arabi Uniti che, all'epoca dell'annuncio, erano già mantenuti in isolamento in un hotel di Bujumbura.
Alla fine di aprile i casi erano saliti a 11, mentre la prima morte è stata annunciata dal ministro della sanità, Jean Bosco Girukwishaka, il 12 aprile. Alla fine di maggio il totale dei casi era salito a 63 e non era stata registrata alcuna nuova morte.

### Camerun
Il primo caso di COVID-19 è stato confermato nel Paese il 6 marzo; si trattava in particolare di un cittadino francese che era arrivato nella capitale, Yaoundé, il 24 febbraio.
Alla fine di marzo, in Camerun era stato confermato un totale di 193 casi e di 7 morti. Alla fine di aprile i casi erano saliti a 1 806 e le morti a 58, mentre alla fine di maggio il totale dei casi era salito a 6 397 e le morti a 199.

### Capo Verde
Il primo caso di COVID-19 è stato confermato nel Paese il 20 marzo; si trattava in particolare di un cittadino britannico di 62 anni che si trovava nel paese per turismo e che, il 24 marzo, sarà anche la prima vittima di COVID-19 sul territorio di Capo Verde.
Alla fine di marzo, a Capo Verde era stato confermato un totale di soli 6 casi e di una morte. Alla fine di aprile i casi erano saliti a 113, quando il turista britannico era ancora l'unica vittima, mentre alla fine di maggio il totale dei casi era salito a 458 e le morti a 4.

### Ciad
Il primo caso di COVID-19 è stato confermato in Ciad il 19 marzo; si trattava in particolare di un cittadino marocchino arrivato nel Paese dalla città camerunense di Douala.
Alla fine di marzo, in Ciad era stato confermato un totale di 6 casi. Alla fine di aprile i casi erano saliti a 52 e le morti a 2, mentre alla fine di maggio il totale dei casi era salito a 790 e le morti a 66.

### Comore
Il primo caso nell'arcipelago è stato registrato il 30 aprile. La soglia dei 10 casi riportati è stata superata il 9 maggio, con una morte riportata, mentre alla fine del mese il totale dei casi era salito a 106 e le morti a 2.

### Costa d'Avorio

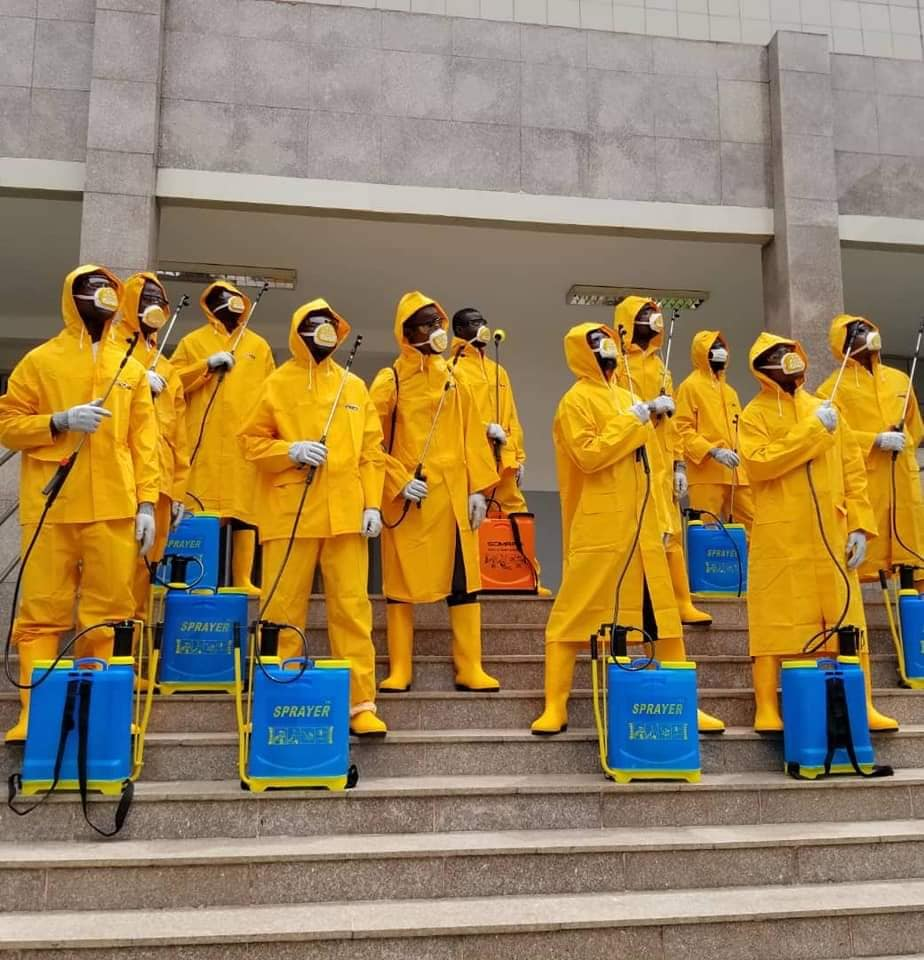
Operazioni di disinfezione presso Port-Bouët, in Costa d'Avorio

Il primo caso di COVID-19 è stato confermato nel Paese l'11 marzo; si trattava in particolare di un cittadino ivoriano da poco rientrato dall'Italia.
Alla fine di marzo, in Costa d'Avorio era stato confermato un totale di 179 casi. Alla fine di aprile i casi erano saliti a 1 238 e le morti, la prima delle quali registrata il 3 aprile, a 14, mentre alla fine di maggio il totale dei casi era salito a 2 951 e le morti a 33.

### Egitto

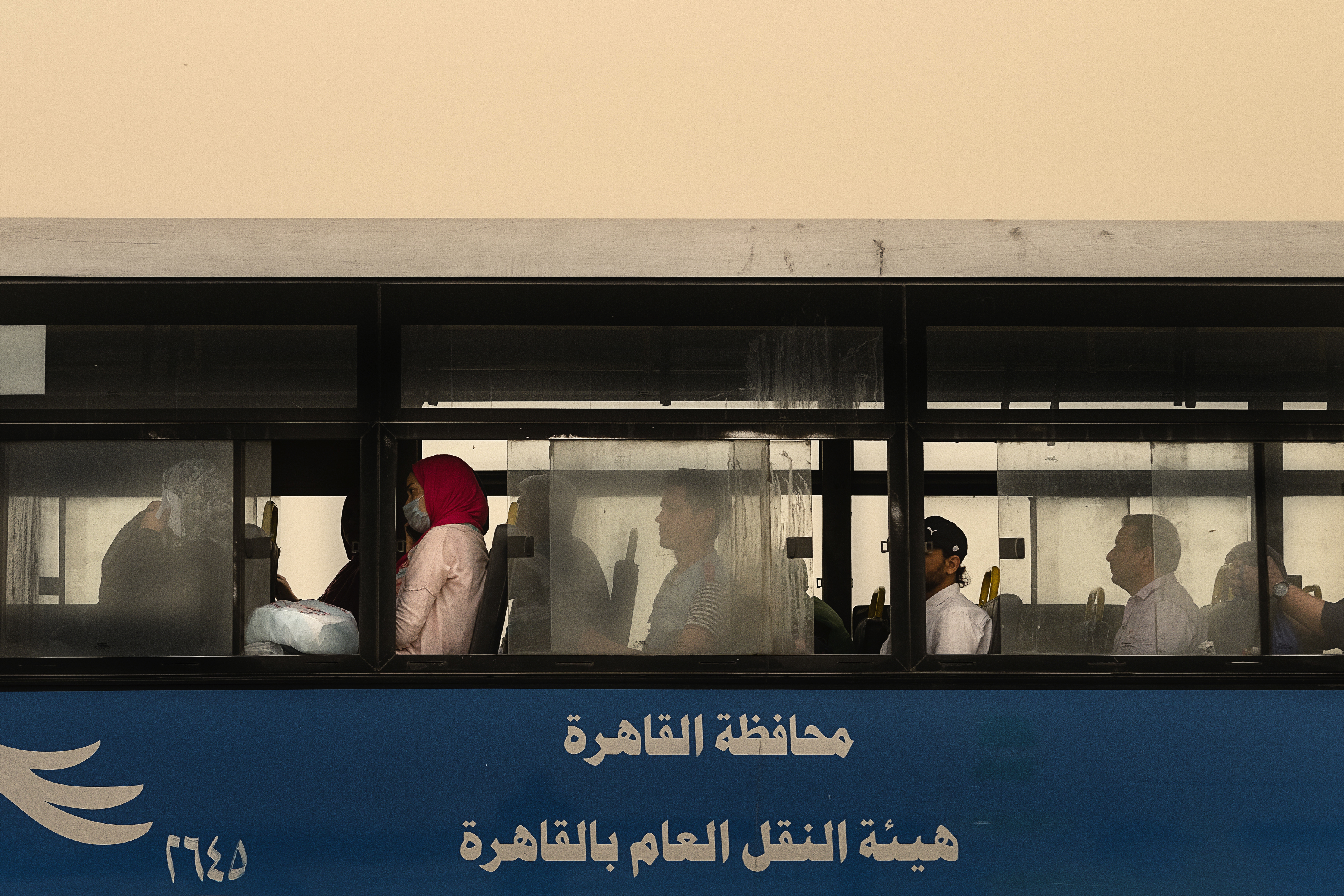
Una donna su un bus indossa una mascherina a Il Cairo, in Egitto, il 6 aprile

Il primo caso di COVID-19 è stato confermato nel Paese il 14 febbraio, quando un cittadino cinese è stato trovato positivo alla malattia all'aeroporto internazionale del Cairo.
Alla fine di marzo, in Egitto era stato confermato un totale di 779 casi e di 52 morti, la prima delle quali registrata il 7 marzo. Alla fine di aprile i casi erano saliti a 5 537 e le morti 392, mentre alla fine di maggio il totale dei casi era salito a 26 384 e le morti a 1 005.

### Eritrea
Il primo caso di COVID-19 è stato confermato nel Paese, in particolare ad Asmara, il 20 marzo; si trattava in particolare di un cittadino eritreo di ritorno dalla Norvegia.
Alla fine di marzo, in Eritrea era stato confermato un totale di 6 casi. Alla fine di aprile i casi erano saliti a 39, con ancora nessuna morte nel Paese registrata a causa della COVID-19, e alla fine di maggio non erano stati registrati né nuovi casi né alcuna morte.

### eSwatini
Il primo caso di COVID-19 è stato confermato nel Paese il 14 marzo; si trattava in particolare di un cittadino di 33 anni rientrato alla fine di febbraio da un viaggio negli Stati Uniti d'America che, prima rientrare in Swaziland, era transitato dal Lesotho.
Alla fine di marzo, in eSwatini era stato confermato un totale di 9 casi. Alla fine di aprile i casi erano saliti a 100, con una sola morte, registrata il 16 aprile, mentre alla fine di maggio il totale dei casi era salito a 293 e le morti a 3.

### Etiopia
Il primo caso di COVID-19 è stato confermato nel Paese il 13 marzo; si trattava in particolare di un cittadino giapponese che era arrivato nel Paese il 4 marzo partendo dal Burkina Faso.
Alla fine di marzo, in Etiopia era stato confermato un totale di 26 casi. Alla fine di aprile i casi erano saliti a 130 e le morti, la prima delle quali registrata il 6 aprile, a 3, mentre alla fine di maggio il totale dei casi era salito a 1 257 e le morti a 12.

### Gabon
Il primo caso di COVID-19 è stato confermato nel Paese il 12 marzo; si trattava in particolare di un cittadino gabonese di 27 anni rientrato quattro giorni prima dalla Francia.
Alla fine di marzo, in Gabon era stato confermato un totale di 7 casi e di una sola morte, registrata il 21 del mese. Alla fine di aprile i casi erano saliti a 238 e le morti a 3, mentre alla fine di maggio il totale dei casi era salito a 2 655 e le morti a 17.

### Gambia
Il primo caso di COVID-19 è stato confermato nel Paese il 17 marzo; si trattava in particolare di una cittadina gambiana di 20 anni rientrata poco prima dal Regno Unito.
Alla fine di marzo, in Gambia era stato confermato un totale di 3 casi e di una sola morte, registrata il 28 del mese. Alla fine di aprile i casi erano saliti a 11 e le morti erano rimaste costanti, mentre alla fine di maggio il totale dei casi era salito a 25 e non era stata registrata nessuna nuova morte.

### Ghana
I primi due casi di COVID-19 sono stati confermati nel Paese il 12 marzo; si trattava in particolare di due cittadini ghanesi di ritorno dalla Norvegia e dalla Turchia.
Alla fine di marzo, in Ghana era stato confermato un totale di 152 casi e di 5 morti, la prima delle quali registrata il 24 del mese. In aprile si è registrata un'impennata dei casi, tanto che alla fine del mese i casi erano saliti a 2 074 e le morti a 16, mentre alla fine di maggio il totale dei casi era salito a 8 070 e le morti a 36.

### Gibuti
Il primo caso di COVID-19 è stato confermato nel Paese il 18 marzo; si trattava in particolare di un cittadino spagnolo arrivato con un volo militare che è stato messo subito in quarantena assieme agli altri passeggeri del volo.
Alla fine di marzo, a Gibuti era stato confermato un totale di 26 casi, tale numero ha però subito un enorme aumento nel mese di aprile, tanto alla fine di aprile i casi erano saliti a 1 700 e le morti, la prima delle quali avvenuta il 9 aprile, a 2, mentre alla fine di maggio il totale dei casi era salito a 3 569 e le morti a 24.

### Guinea

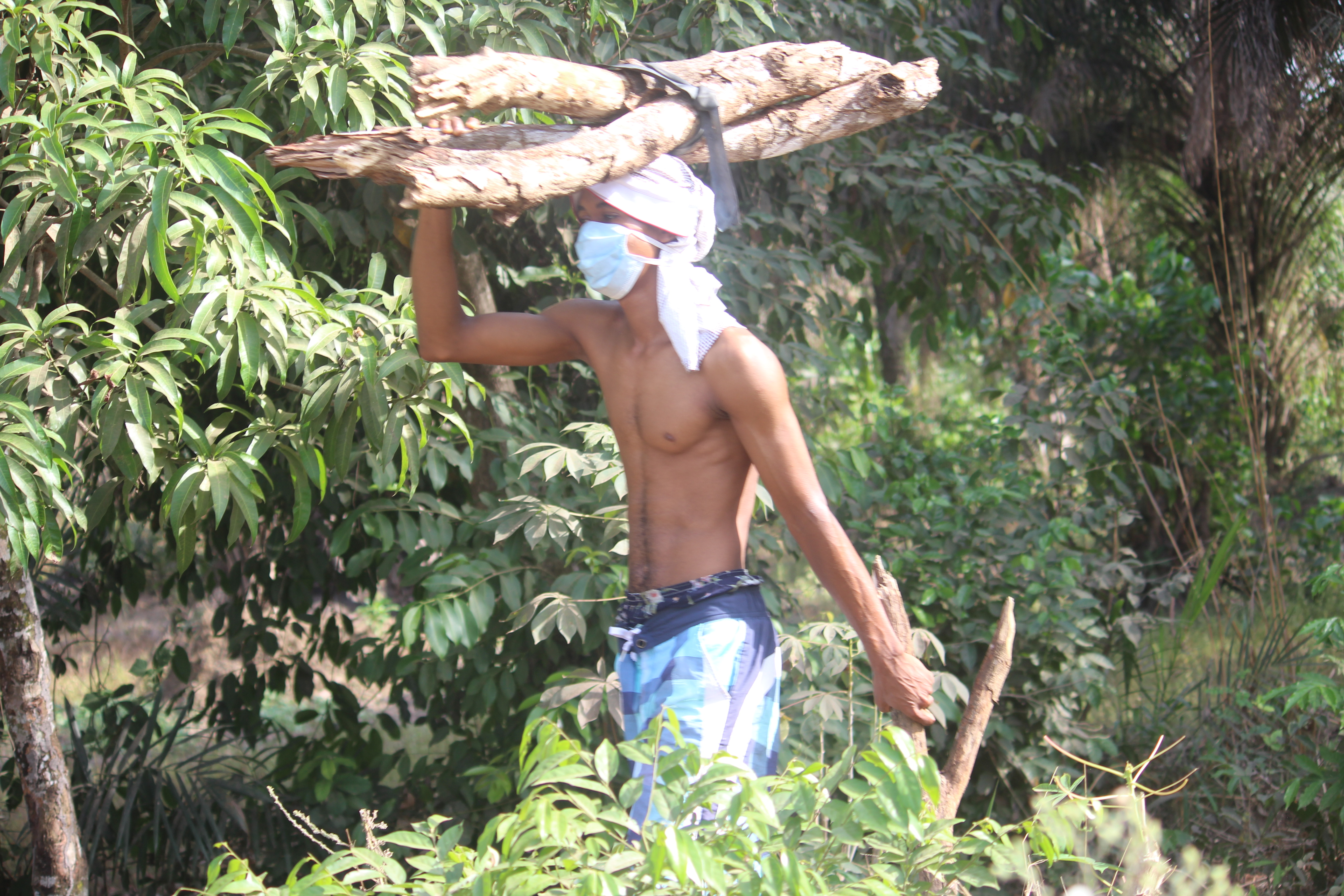
Un giovane guineano trasporta tronchi con addosso una mascherina chirurgica

Il primo caso di COVID-19 è stato confermato nel Paese il 13 marzo; si trattava in particolare di un cittadino belga facente parte della delegazione dell'Unione europea in Guinea.
Alla fine di marzo, in Guinea era stato confermato un totale di 30 casi. In aprile si è registrata un'impennata dei casi, tanto che alla fine di aprile i casi erano saliti a 1 240 e le morti a 7, con la prima di esse registrata il 12 aprile, mentre alla fine di maggio il totale dei casi era salito a 3 844 e le morti a 23.

### Guinea-Bissau
I primi due casi di COVID-19 sono stati confermati nel Paese il 25 marzo; si trattava in particolare di due cittadino congolese impiegato all'ONU e di un cittadino indiano.
Alla fine di marzo, in Guinea-Bissau era stato confermato un totale di 9 casi. Alla fine di aprile i casi erano saliti a 77 e il 27 del mese si era registrata la prima morte dovuta a COVID-19, mentre alla fine di maggio il totale dei casi era salito a 1 339 e le morti a 8.

### Guinea Equatoriale
Il primo caso di COVID-19 è stato confermato nel Paese il 14 marzo; si trattava in particolare di una donna di 42 anni che una settimana prima era tornata da Madrid, in Spagna.
Alla fine di marzo, in Guinea Equatoriale era stato confermato un totale di 14 casi. Alla fine di aprile i casi erano saliti a 315 e il 24 del mese si era registrata la prima morte avvenuta a causa della COVID-19, mentre alla fine di maggio il totale dei casi era salito a 1 306 e le morti a 12.

### Kenya
Il primo caso di COVID-19 è stato confermato nel Paese il 13 marzo; si trattava in particolare di una cittadina keniana rientrata poco prima dagli Stati Uniti d'America dopo aver fatto scalo a Londra.
Alla fine di marzo, in Kenya era stato confermato un totale di 59 casi e di una sola morte, avvenuta il 26 del mese. Alla fine di aprile i casi erano saliti a 396 e le morti a 17, entre alla fine di maggio il totale dei casi era salito a 2 021 e le morti a 69.

### Lesotho
Il primo caso di COVID-19 è stato confermato nel Paese il 13 maggio, si trattava di uno studente di ritorno dall'Arabia Saudita. Il Lesotho è stato l'ultimo Paese del continente africano a confermare almeno un caso di COVID-19 all'interno dei propri confini. Alla fine di maggio il numero di contagi era ancora fermo a 2 e non era stata registrata nessuna morte dovuta alla COVID-19.

### Liberia
Il primo caso di COVID-19 è stato confermato nel Paese il 16 marzo; si trattava in particolare di un ufficiale governativo liberiano rientrato poco prima da un viaggio in Svizzera.
Alla fine di marzo, in Liberia era stato confermato un totale di 6 casi. Alla fine di aprile i casi erano saliti a 141 e le morti a 16, mentre alla fine di maggio il totale dei casi era salito a 296 e le morti a 27.

### Libia
Il primo caso di COVID-19 è stato confermato nel Paese il 24 marzo; si trattava in particolare di un cittadino libico di 73 anni da poco rientrato dall'Arabia Saudita.
Alla fine di marzo, in Libia era stato confermato un totale di 10 casi. Alla fine di aprile i casi erano saliti a 63 e le morti a 3, con la prima vittima della COVID-19 su territorio libico, una donna algerina, che è stata registrata il 2 aprile, mentre alla fine di maggio il totale dei casi era salito a 168 e le morti a 5.

### Madagascar
I primi tre casi di COVID-19 sono stati confermati nel Paese il 20 marzo; si trattava di tre cittadine malgasce di ritorno da viaggi all'estero: due dalla Francia e una dalle isole Mauritius.
Alla fine di marzo, in Madagascar era stato confermato un totale di 47 casi. Alla fine di aprile i casi erano saliti a 128, quando ancora non era stata registrata alcuna vittima dovuta alla COVID-19, mentre alla fine di maggio il totale dei casi era salito a 826 e le morti, la prima delle quali è stata registrata il 17 maggio, a 6.

### Malawi
Il presidente Peter Mutharika ha confermato i primi tre casi di COVID-19 nel Paese il 2 aprile. Le tre persone contagiate erano in particolare una cittadina malawese di origine asiatica che era da poco tornata dall'India, il suo compagno e la loro domestica.
Alla fine di aprile i casi erano saliti a 37 e le morti, la prima delle quali è stata registrata il 7 aprile, a 3, mentre alla fine di maggio il totale dei casi era salito a 336 e le morti a 4.

### Mali
I primi due casi di COVID-19 sono stati confermati nel Paese il 25 marzo; si trattava in particolare di due cittadini maliani rientrati in Mali dalla Francia il 12 e il 16 marzo.
Alla fine di marzo, in Mali era stato confermato un totale di 28 casi e di due morti, la prima delle quali registrata il 28 del mese. Alla fine di aprile i casi erano saliti a 490 e le morti a 26, mentre alla fine di maggio il totale dei casi era salito a 1 315 e le morti a 78.

### Marocco

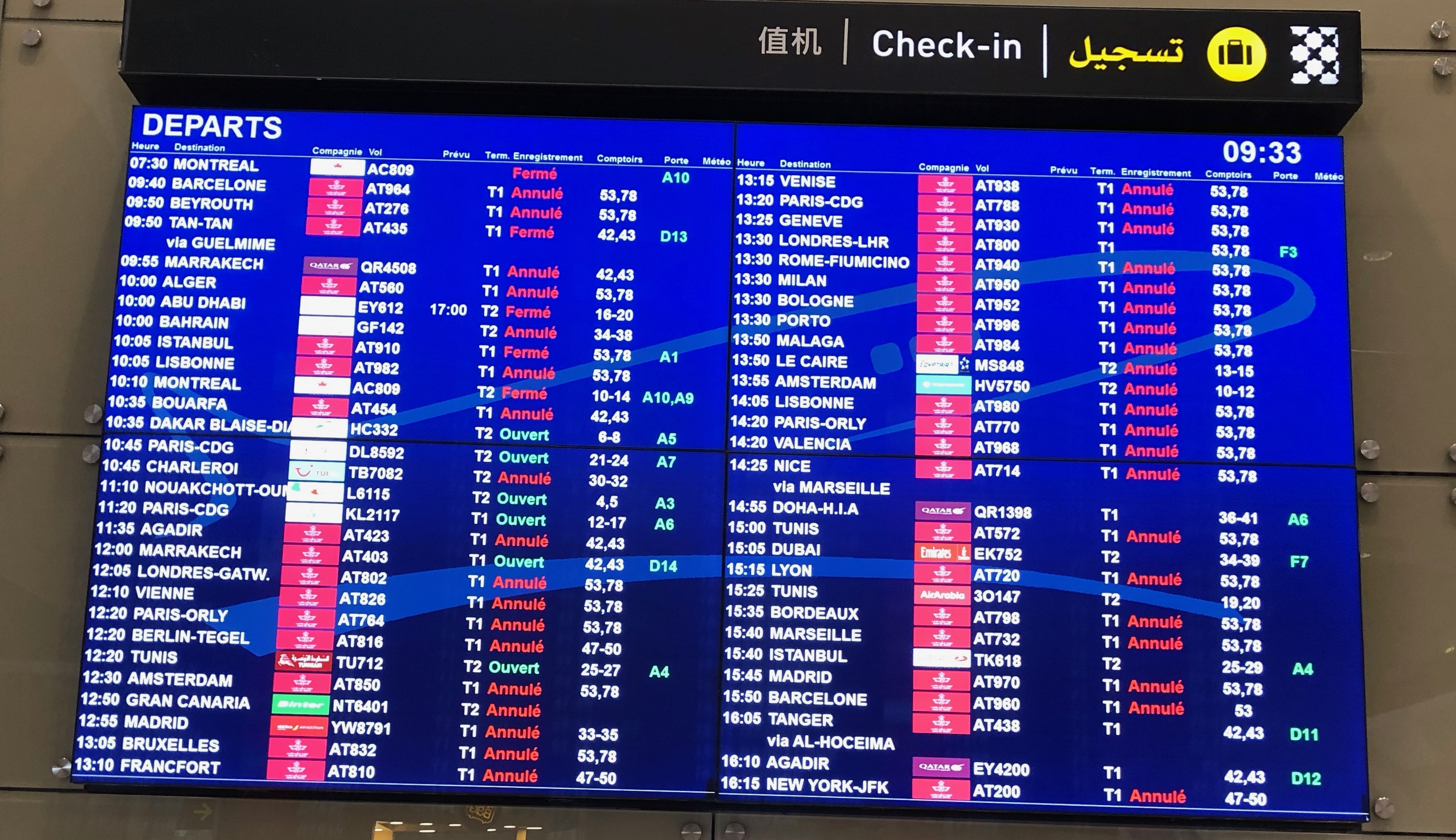
La cancellazione dei voli all'aeroporto di Casablanca, in Marocco, il 16 marzo 2020

Il primo caso di COVID-19 è stato confermato nel Paese il 2 marzo; si trattava in particolare di un cittadino marocchino residente in Italia che era da poco rientrato nel suo Paese.
Alla fine di marzo nel Paese era stato confermato un totale di 617 casi e di 36 morti, la prima delle quali è stata registrata il 10 marzo. Alla fine di aprile i casi erano saliti a 4 423 e le morti da COVID-19 erano salite a 170, mentre alla fine di maggio il totale dei casi era salito a 7 833 e le morti a 205.

### Mauritania
Il primo caso di COVID-19 è stato confermato nel Paese il 13 marzo; si trattava in particolare di una persona da poco rientrata dall'Europa.
Alla fine di marzo, in Mauritania era stato confermato un totale di 5 casi, mentre la prima morte dovuta alla COVID-19 è stata registrata il 3 aprile. Alla fine di aprile i casi erano saliti a 8 e le morti erano rimaste costanti, mentre alla fine di maggio il totale dei casi era salito a 588 e le morti a 23.

### Mauritius
I primi tre casi di COVID-19 sono stati confermati nel Paese il 19 marzo; si trattava in particolare di due cittadini di Mauritius poco più che ventenni rientrati dopo aver lavorato su una nave da crociera e di un cittadino britannico di 59 anni.
Alla fine di marzo nel Paese era stato confermato un totale di 147 casi e di una sola morte, registrata il 20 del mese. Alla fine di aprile i casi erano saliti a 332 e le morti da COVID-19 erano salite a 10. A partire dal 26 aprile e fino almeno al 20 maggio, nel Paese non stati registrati nuovi casi e a partire dal 3 maggio non c'erano più casi attivi di cui si fosse a conoscenza. Alla fine di maggio il totale di casi è salito però a 335 anche se il totale delle morti è rimasto fermo a 10.

### Mozambico
Il primo caso di COVID-19 è stato confermato nel Paese il 22 marzo; si trattava in particolare di un cittadino di 72 anni da poco rientrato da un viaggio nel Regno Unito.
Alla fine di marzo nel Paese era stato confermato un totale di 10 casi. Alla fine di aprile i casi erano saliti a 76.

### Namibia
I primi due casi di COVID-19 sono stati confermati nel Paese il 14 marzo; si trattava in particolare di due cittadini rumeni, arrivati a Windhoek tre giorni prima.
Alla fine di marzo nel Paese era stato confermato un totale di 14 casi. Alla fine di aprile i casi erano saliti a 16, mentre alla fine di maggio il totale dei casi era salito a 254 e le morti a 2.

### Niger
Il primo caso di COVID-19 è stato confermato nel Paese il 19 marzo; si trattava in particolare di un cittadino nigerino di 36 anni che aveva recentemente viaggiato in diversi Stati africani.
Alla fine di marzo, in Niger era stato confermato un totale di 20 casi e di 3 morti, la prima delle quali registrata il 27 del mese. In aprile si è registrata un'impennata dei casi, tanto che alla fine di aprile i casi erano saliti a 713 e le morti da COVID-19 erano salite a 31, mentre alla fine di maggio il totale dei casi era salito a 958 e le morti a 65.

### Nigeria

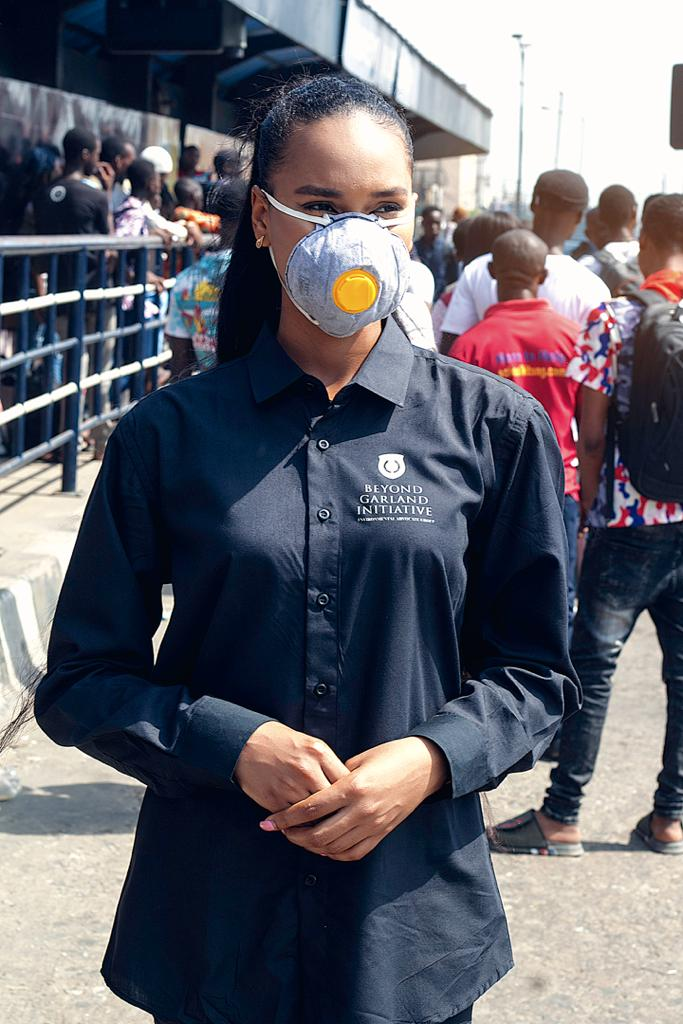
A Lagos la ONG Beyond Garland Initiative ha organizzato un programma di sensibilizzazione alla COVID-19 distribuendo gratuitamente disinfettanti per le mani ai servizi di trasporto pubblici

Il primo caso di COVID-19 è stato confermato nel Paese il 27 febbraio; facendo della Nigeria il primo Paese dell'Africa subsahariana in cui fosse riscontrato un caso della malattia; in particolare si trattava di un cittadino italiano arrivato a Lagos da Milano due giorni prima.
Alla fine di marzo, in Nigeria era stato confermato un totale di 151 casi e di una sola morte, registrata il 26 del mese. In aprile si è registrata un'impennata dei casi, tanto che alla fine di aprile i casi erano saliti a 1 932 e le morti da COVID-19 erano salite a 44, mentre alla fine di maggio il totale dei casi era salito a 10 578 e le morti a 299.

### Repubblica Centrafricana
Il primo caso di COVID-19 è stato confermato nella Repubblica Centrafricana il 14 marzo; si trattava in particolare di un cittadino italiano di 74 anni proveniente da Milano.
Alla fine di marzo, nella Repubblica Centrafricana, dove al tempo erano presenti solo tre ventilatori polmonari, era stato confermato un totale di 6 casi. Alla fine di aprile i casi erano saliti a 50, quando ancora non c'era stata alcuna vittima, mentre alla fine di maggio il totale dei casi era salito a 986 e le morti a 2.

### Repubblica del Congo

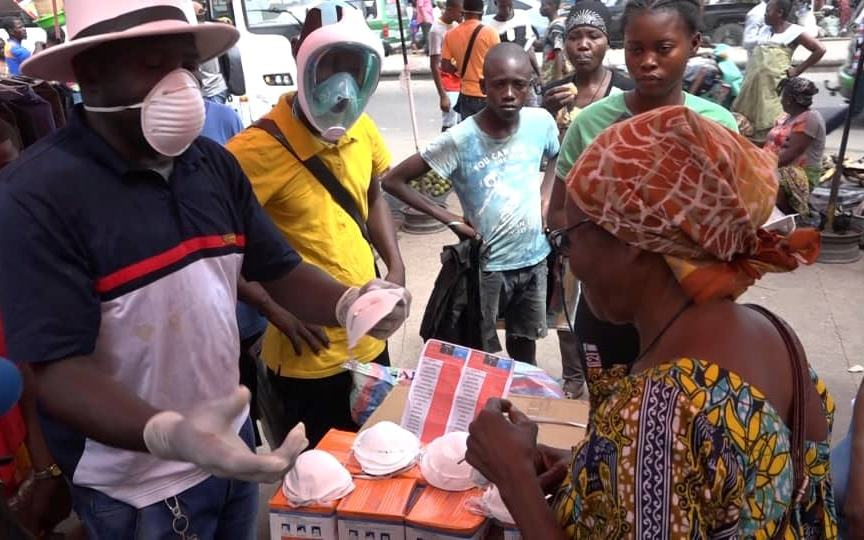
Un mercante vende mescherine nel mercato di Brazzaville, nella Repubblica del Congo, il 19 marzo 2020

Il primo caso di COVID-19 è stato confermato nel Paese il 10 marzo; in particolare si trattava di un cittadino di cinquant'anni di ritorno da un viaggio a Parigi, in Francia.
Alla fine di marzo, nella Repubblica del Congo era stato confermato un totale di 19 casi e di 2 morti, entrambe avvenute il 31 marzo. Alla fine di aprile i casi erano saliti a 220 e le morti a 8, mentre alla fine di maggio il totale dei casi era salito a 412 e le morti a 20.

### Repubblica Democratica del Congo
Il primo caso di COVID-19 è stato confermato nel Paese il 10 marzo; in particolare si trattava di un cittadino congolese tornato pochi giorni prima dalla Francia.
Alla fine di marzo, nella Repubblica Democratica del Congo era stato confermato un totale di 98 casi e di 8 morti, la prima delle quali avvenuta il 22 marzo. Alla fine di aprile i casi erano saliti a 500 e le morti a 30, mentre alla fine di maggio il totale dei casi era salito a 2 550 e le morti a 72.

### Ruanda

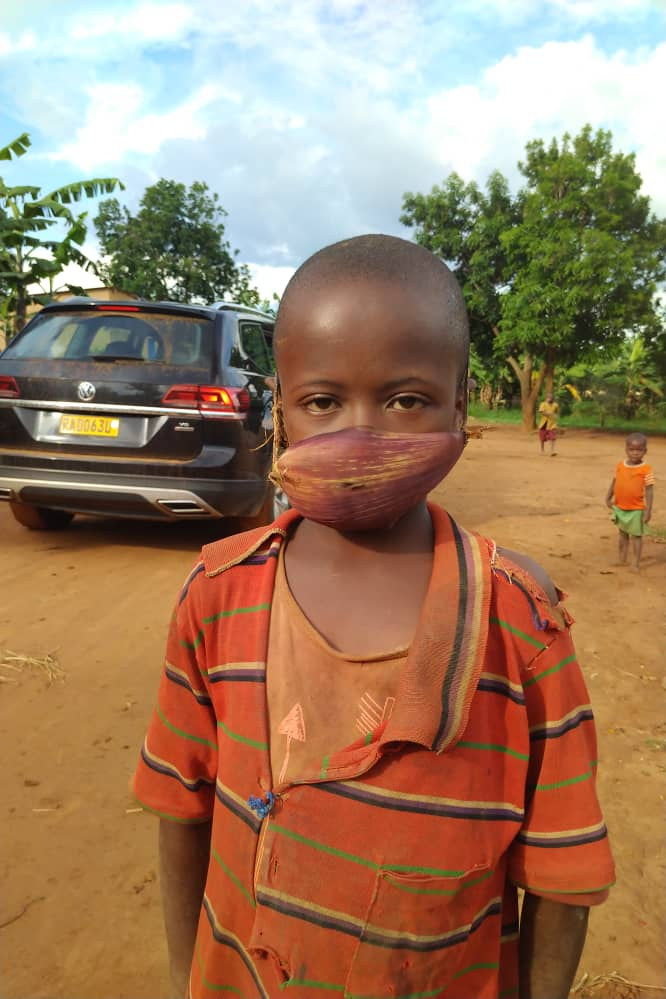
Un ragazzino ruandese con una mascherina vegetale

Il primo caso di COVID-19 è stato confermato nel Paese il 14 marzo; si trattava in particolare di un cittadino indiano arrivato In Ruanda l'8 marzo da Mumbai.
Alla fine di marzo, in Ruanda era stato confermato un totale di 70 casi. Alla fine di aprile i casi erano saliti a 225, quando ancora non era stata registrata alcuna vittima dovuta alla COVID-19, mentre alla fine di maggio il totale dei casi era salito a 377 e si era registrata la prima morte.

### Sahara Occidentale
Il primo caso di COVID-19 è stato confermato nel Paese il 4 aprile.
Alla fine di aprile i casi erano saliti a 6 e a partire dall'8 aprile nel paese non sono stati registrati nuovi casi, mentre alla fine di maggio il totale dei casi era salito a 9 e si era registrata la prima morte.

### São Tomé e Príncipe
I primi quattro casi di COVID-19 sono stati confermati nel Paese il 6 aprile dopo che le analisi sono state effettuate in Gabon, essendo São Tomé e Príncipe privo di attrezzature per effettuare i test.
Alla fine di aprile i casi erano saliti a 16, mentre a maggio c'è stata una vera e propria impennata dei casi, tanto che a metà del mese si contavano 240 casi e 7 morti. Alla fine di maggio il totale dei casi era salito a 484 e le morti a 12.

### Senegal
Il governo del Senegal ha confermato il primo caso di COVID-19 nel Paese il 2 marzo 2020; la persona contagiata era un cinquantaquattrenne francese residente in Senegal di ritorno da un viaggio in Francia. L'uomo viveva in particolare nell'Almadies Arrondissement di Dakar e la sua positività era stata riscontrata nella sede dell'Istituto Pasteur di Dakar, dove l'uomo si era recato il 27 febbraio dopo essersi sentito male e dopo essere tornato, il giorno prima, dalla Francia.
Alla fine di marzo, in Senegal era stato confermato un totale di 175 casi. Alla fine di aprile i casi erano saliti a 993 e le morti dovute alla COVID-19, la prima delle quali era stata registrata il 1º aprile, erano salite a 9, mentre alla fine di maggio il totale dei casi era salito a 3 739 e le morti a 42.

### Seychelles
I primi due casi di COVID-19 sono stati confermati nel Paese il 14 marzo; si trattava in particolare di due persone rientrate dall'Italia, dove erano state a contatto con persone poi risultate positive.
Alla fine di marzo, nelle Seychelles era stato confermato un totale di 10 casi. Alla fine di aprile i casi erano saliti a 11. A partire dal 6 aprile nel Paese non sono più stati confermati casi di COVID-19.

### Sierra Leone
Il governo della Sierra Leone ha confermato il primo caso di COVID-19 nel Paese il 31 marzo 2020; la persona contagiata era rientrata nel Paese il 16 marzo da un viaggio in Francia ed era stata tenuta in isolamento sin da allora.
Alla fine di aprile i casi nel Paese erano saliti a 124 e le morti da COVID-19, la prima delle quali era stata registrata il 23 del mese, erano salite a 7, mentre alla fine di maggio il totale dei casi era salito a 865 e le morti a 46.

### Somalia
Il primo caso di COVID-19 è stato confermato nel Paese il 16 marzo; stando a quanto riportato dal ministero della sanità della Somalia, si trattava in particolare di un cittadino somalo da poco rientrato da un viaggio in Cina.
Alla fine di marzo, in Somalia era stato confermato un totale di 3 casi, mentre in aprile si è registrata un'impennata dei casi, tanto che alla fine di aprile i casi erano saliti a 582 quando le morti da COVID-19, la prima delle quali è stata confermata il 9 aprile, erano salite a 28, mentre alla fine di maggio il totale dei casi era salito a 2 023 e le morti a 79.

### Sudafrica

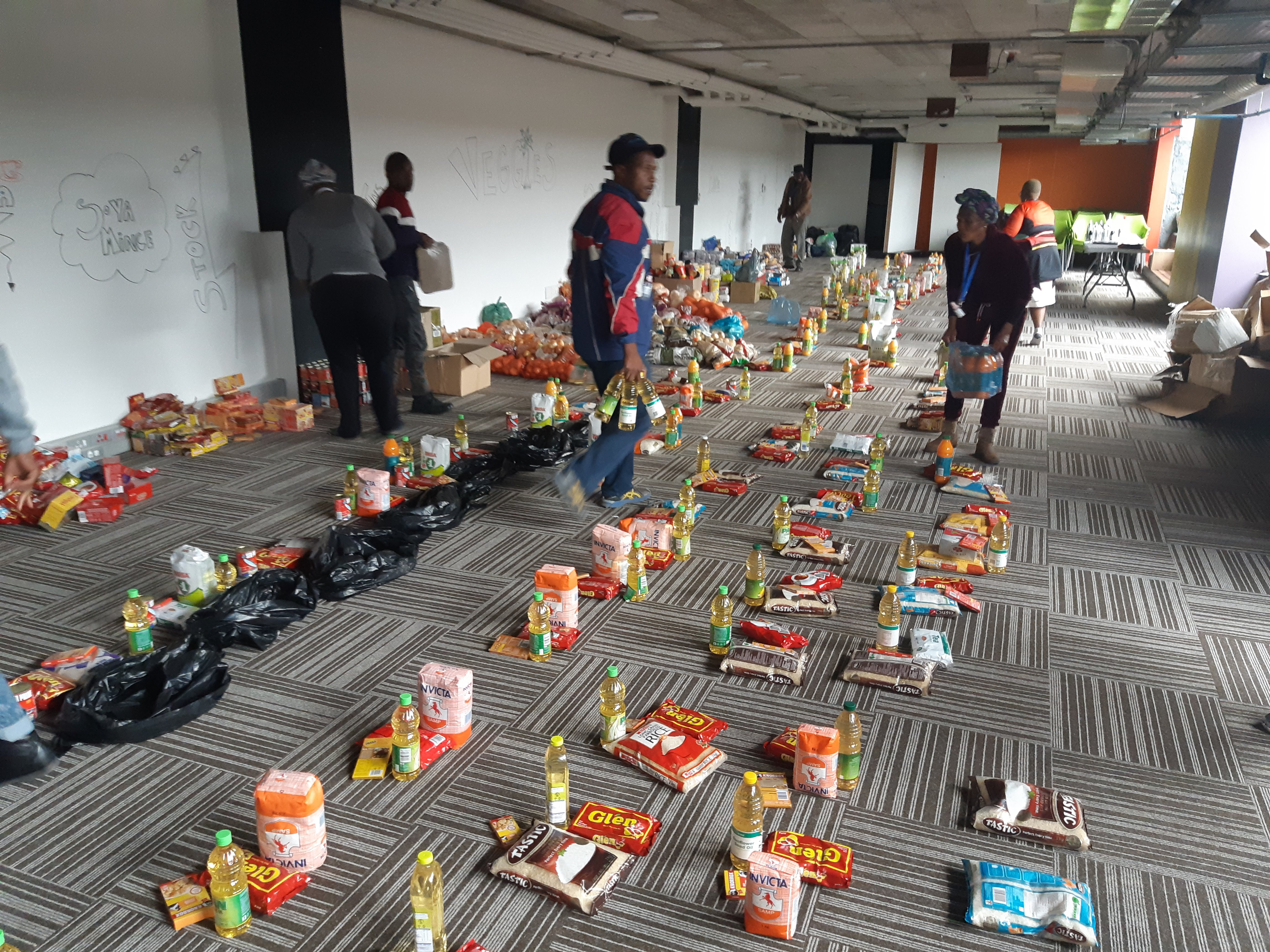
La preparazione di razioni di cibo per i bisognosi a Città del Capo, in Sudafrica

Il primo caso di COVID-19 è stato confermato nel Paese il 5 marzo; si trattava in particolare di un cittadino sudafricano di ritorno dall'Italia.
Alla fine di marzo nel Paese era stato confermato un totale di 1 353 casi e di 5 morti, la prima delle quali è stata registrata il 27 del mese. Alla fine di aprile i casi erano saliti a 5 647 e le morti da COVID-19 a 103, mentre alla fine di maggio il totale dei casi era salito a 34 357 e le morti a 705.

### Sudan
Il 13 marzo è stata annunciata la presenza del COVID-19 nel Paese quando è stata accertata la morte di un uomo avvenuta a Khartoum il 12 marzo. Tuttavia, poco dopo è stato rivelato che l'uomo era in realtà morto da malaria. Il 14 marzo, comunque, è stato confermato il primo vero caso di COVID-19 nel Paese.
Alla fine di marzo nel Paese era stato confermato un totale di 5 casi e di 2 morti, la prima delle quali è stata registrata il 16 del mese. Alla fine di aprile i casi erano saliti a 318 e le morti da COVID-19 erano salite a 25, mentre alla fine di maggio il totale dei casi era salito a 5 173 e le morti a 298.

### Sudan del Sud
Il primo caso di COVID-19 è stato confermato nel Paese, in cui sono presenti solo quattro ventilatori polmonari a fronte di una popolazione di circa 11 milioni di abitanti, il 5 aprile; si trattava in particolare di una donna di 53 anni rientrata poco prima da Nairobi, in Kenya.
Alla fine di aprile i casi nel Paese erano saliti a 34, mentre alla fine di maggio il totale dei casi era salito a 994 e le morti a 10.

### Tanzania
Il primo caso di COVID-19 è stato confermato nel Paese il 16 marzo; si trattava in particolare di un cittadino tanzaniano di ritorno da un viaggio in Belgio.
Alla fine di marzo nel Paese era stato confermato un totale di 19 casi e una sola morte, registrata il 31 del mese. Alla fine di aprile i casi erano saliti a 480 e le morti da COVID-19 erano salite a 16, mentre alla fine di maggio il totale dei casi era salito a 509 e le morti a 21.

### Togo
Il primo caso di COVID-19 è stato confermato nel Paese il 6 marzo; si trattava in particolare di una donna di 42 anni residente a Lomé che, tra la fine di febbraio e l'inizio di marzo, aveva visitato il Benin, la Germania, la Francia e la Turchia.
Alla fine di marzo nel Paese era stato confermato un totale di 34 casi e una sola morte, registrata il 30 del mese. Alla fine di aprile i casi erano saliti a 109 e le morti da COVID-19 erano salite a 6, mentre alla fine di maggio il totale dei casi era salito a 443 e le morti a 13.

### Tunisia

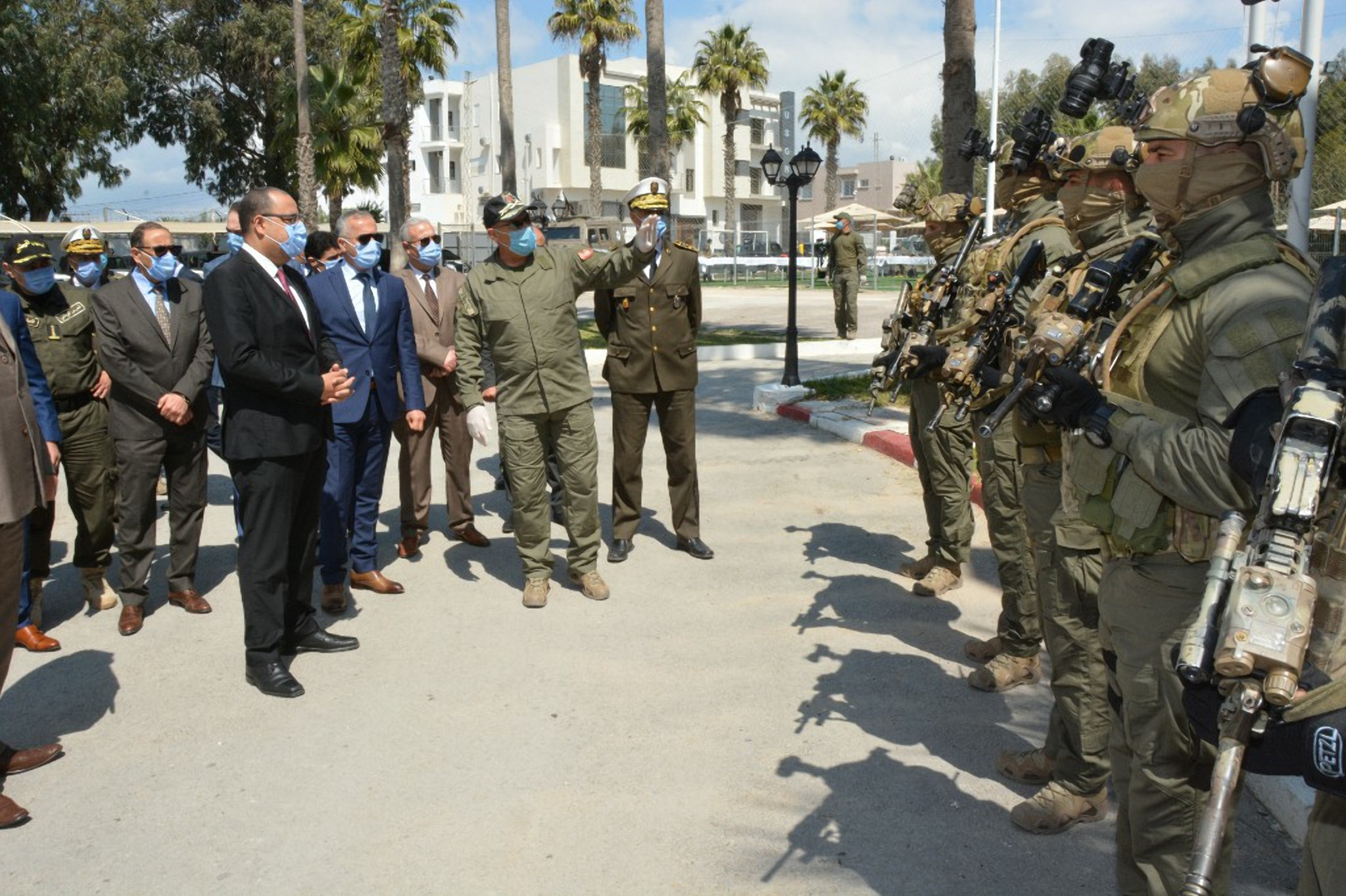
Il ministro dell'interno tunisino mentre passa in rassegna le truppe di guardia a Bir Bouregba, il 9 aprile 2020

Il primo caso di COVID-19 è stato confermato nel Paese il 2 marzo; si trattava in particolare di un cittadino tunisino da poco tornato dall'Italia.
Alla fine di marzo nel Paese era stato confermato un totale di 423 casi e di 12 morti, la prima delle quali è stata registrata il 18 del mese. Alla fine di aprile i casi erano saliti a 998 e le morti da COVID-19 erano salite a 41, mentre alla fine di maggio il totale dei casi era salito a 1 084 e le morti a 48.

### Uganda
Il primo caso di COVID-19 è stato confermato nel Paese il 20 marzo; si trattava in particolare di un cittadino ugandese di 26 anni che il 17 marzo si era recato in Dubai per un viaggio di lavoro.
Alla fine di marzo nel Paese era stato confermato un totale di 33 casi. Alla fine di aprile i casi erano saliti a 83, quando ancora non era stata registrata alcuna vittima dovuta alla COVID-19, mentre alla fine di maggio il totale dei casi era salito a 457 e non era stata registrata ancora alcuna morte.

### Zambia
I primi due casi di COVID-19 sono stati confermati nel Paese il 18 marzo; si trattava in particolare di marito e moglie di ritorno da un viaggio di piacere in Francia.
Alla fine di marzo nel Paese era stato confermato un totale di 35. Alla fine di aprile i casi erano saliti a 97 e le morti, quando le morti da COVID-19, la prima delle quali è stata registrata il 2 aprile, erano salite a 3, mentre alla fine di maggio il totale dei casi era salito a 1 089 e le morti a 7.

### Zimbabwe
Il primo caso di COVID-19 è stato confermato nel Paese il 15 marzo; si trattava in particolare di un cittadino che era da poco tornato da un viaggio nel Regno Unito facendo scalo in Sudafrica.
Alla fine di marzo nel Paese era stato confermato un totale di 8 casi e una sola morte, quella del giornalista Zororo Makamba, registrata il 23 del mese. Alla fine di aprile i casi erano saliti a 32 e le morti da COVID-19 erano salite a 4, mentre alla fine di maggio il totale dei casi era salito a 203 e il totale delle morti era rimasto a 4.